# Melanempis seyrigi
Melanempis seyrigi är en biart som beskrevs av Brooks och Gregory B. Pauly 2001. Melanempis seyrigi ingår i släktet Melanempis och familjen långtungebin. Inga underarter finns listade i Catalogue of Life.